# Bleve

Los tres pasos de un BLEVE:
1-Un agujero en el tanque causa una fuga de gas (y algunas veces una primera "explosión").
2-La fuga provoca una caída de presión; El gas licuado comienza a hervir.
3-La presión aumenta debido a la ebullición, lo que provoca la explosión.

BLEVE es el acrónimo inglés de "boiling liquid expanding vapour explosion" ("explosión de vapores que se expanden al hervir el líquido"). Este tipo de explosión ocurre en tanques que almacenan gases licuados a presión y sobrecalentados, en los que por ruptura o fuga del tanque, el líquido del interior entra en ebullición y se incorpora masivamente al vapor en expansión.

## Desarrollo
La causa más frecuente de este tipo de explosiones es un incendio externo que envuelve al tanque presurizado, lo debilita mecánicamente, eleva la temperatura del líquido contenido y aumenta la presión dentro del tanque. Llega un punto en que la presión alcanza valores que el recipiente no puede soportar, produciendo una fisura o ruptura del mismo. Esto ocasiona un súbito descenso de la presión, comienza el proceso de nucleación espontánea y todo el líquido contenido cambia su estado a gaseoso en forma virtualmente instantánea, aumentando su volumen cientos o miles de veces.
El BLEVE ocurre aunque el líquido contenido no sea un producto inflamable. La onda expansiva de sobrepresión ocurre cuando el líquido se convierte en gas, su volumen cambia dramáticamente (leyes de Gay-Lussac y de Boyle) lo que causa esta onda de sobrepresión. La combustión del contenido ocurrirá siempre que el producto sea combustible e inflamable, pero esta es una segunda explosión que es otro fenómeno conocido como "Explosión de Vapores No Confinados" o en inglés "Unconfined Vapour Cloud Explosion" (UVCE) y es consecuencia del BLEVE y no parte de él.

## Consecuencias físicas
En una BLEVE se manifiestan las siguientes consecuencias físicas:
- Sobrepresión por la onda expansiva: la magnitud de la onda de sobrepresión depende de la presión de almacenamiento, del calor específico del producto implicado y de la resistencia mecánica del depósito.
- Proyección de fragmentos: la formación de proyectiles suele limitarse a fragmentos metálicos del tanque y a piezas cercanas a éste. Se trata de una consecuencia difícilmente predecible, y los fragmentos pueden proyectarse a varios cientos de metros, e incluso a miles de metros.
- Radiación térmica de la bola de fuego: la radiación infrarroja de la bola de fuego suele tener un alcance mayor que el resto de efectos, y es la que causa más daños. El alcance de la radiación depende del tipo y cantidad de producto almacenado, y de la temperatura y humedad relativa ambiental.

También puede producirse el denominado efecto dominó cuando los efectos alcanzan otras instalaciones o establecimientos con sustancias peligrosas, pudiéndose generar en ellos nuevos accidentes secundarios que propaguen y aumenten las consecuencias iniciales.
Existen diversos modelos físicos propuestos por el TNO (Netherlands Organisation for Applied Scientific Research) que permiten estimar la magnitud de cada tipo de consecuencias. Este efecto fue estudiado a mediados del siglo XX por el ingeniero español de la compañía Butano S.A. (hoy Repsol Butano) Narciso Belinchón, siendo pionero en el estudio de este tipo de siniestros.

## Medidas de prevención y protección
Se indican algunas medidas de mitigación de incendio de gas licuado.
- Válvula de alivio de presión[4]
- Barrera térmica[4][5]
- Refrigeración mediante spray de agua[4][5]
- Mantenimiento de los tanques de presión para evitar su daño o corrosión[5]

Transport Canada publicaron un video de capacitación para el personal de respuesta a emergencias para responder y prevenir BLEVE. También informan que se puede obtener el asesoramiento de expertos del Centro de Emergencias de Transporte Canadiense de Transport Canada, CANUTEC.